# Leo Huberman
Leo Huberman (17 de octubre de 1903-9 de noviembre de 1968) fue un escritor socialista estadounidense.
Hijo de Joseph Huberman y Fannie Kramerman, en 1925 se casó con Gertrude Heller (muerta en 1965). Huberman fue maestro de escuela de 1926 a 1933. Tras estudiar en la London School of Economics, recibió su grado en ciencias en la Universidad de Nueva York, finalizando su maestría hacia 1937. De 1938 a 1939, fue catedrático del Departamento de Ciencias Sociales del New College en Universidad de Columbia hasta su cierre. Desde 1940 se desempeñó como editor, ejerciendo también como columnista en la revista U.S. Week. Luego fue director de la Unión Marítima Nacional de los Estados Unidos. A finales de 1945 reinició su labor editorial en Reynal & Hichcock y en Monthly Review, que cofundó en 1949 con Paul Sweezy.
En 1936 escribió su obra más importante, Los bienes terrenales del hombre, en la cual hace un análisis acerca de los cambios en las fuerzas productivas desde el Medioevo hasta su tiempo.